# Adam McGeorge
Adam McGeorge (Rotorua, 30 de março de 1989) é um futebolista profissional neozelandês que atua como meia, atualmente defende o Auckland City.

## Carreira
Adam McGeorge fez parte do elenco da Seleção Neozelandesa de Futebol nas Olimpíadas de 2012.